# روب ولز
روب ولز (به انگلیسی: Robb Wells؛ زادهٔ ۲۰ مارس ۱۹۷۱) بازیگر، کمدین و فیلم‌نامه‌نویس اهل کانادا است. وی از سال ۱۹۹۵ میلادی تاکنون مشغول فعالیت بوده‌است.

## گزیدهٔ فیلم‌شناسی

### سینما
| سال تولید | نام             |
| ۲۰۰۹      | قدیسان بوندوک ۲ |
| --------- | --------------- |

### تلویزیون
| سال  | نام          |
| ۲۰۱۲ | آرچر         |
| ۲۰۲۳ | هادسون و رکس |
| ---- | ------------ |